# Вікі Дрейвс
Вікі Дрейвс (англ. Vicki Draves, 31 грудня 1924 — 11 квітня 2010) — американська стрибунка у воду.
Олімпійська чемпіонка 1948 року.